# 카트 폰 D
카트 폰 D(Kat Von D, 1982년 3월 8일 ~ )는 미국의 타투이스트, 방송인, 화장품 사업가이다.